# Hermanos Henry (astronomía)
Paul-Pierre Henry (Paul Henry) (21 de agosto de 1848 - 4 de enero de 1905) y su hermano Mathieu-Prosper Henry (Prosper Henry) (10 de diciembre de 1849 - 25 de julio de 1903) fueron ópticos y astrónomos franceses. Construyeron  telescopios de gran calidad, contribuyendo con sus logros en el campo de la astrofotografía al inicio del proyecto de la Carte du Ciel.

## Semblanza

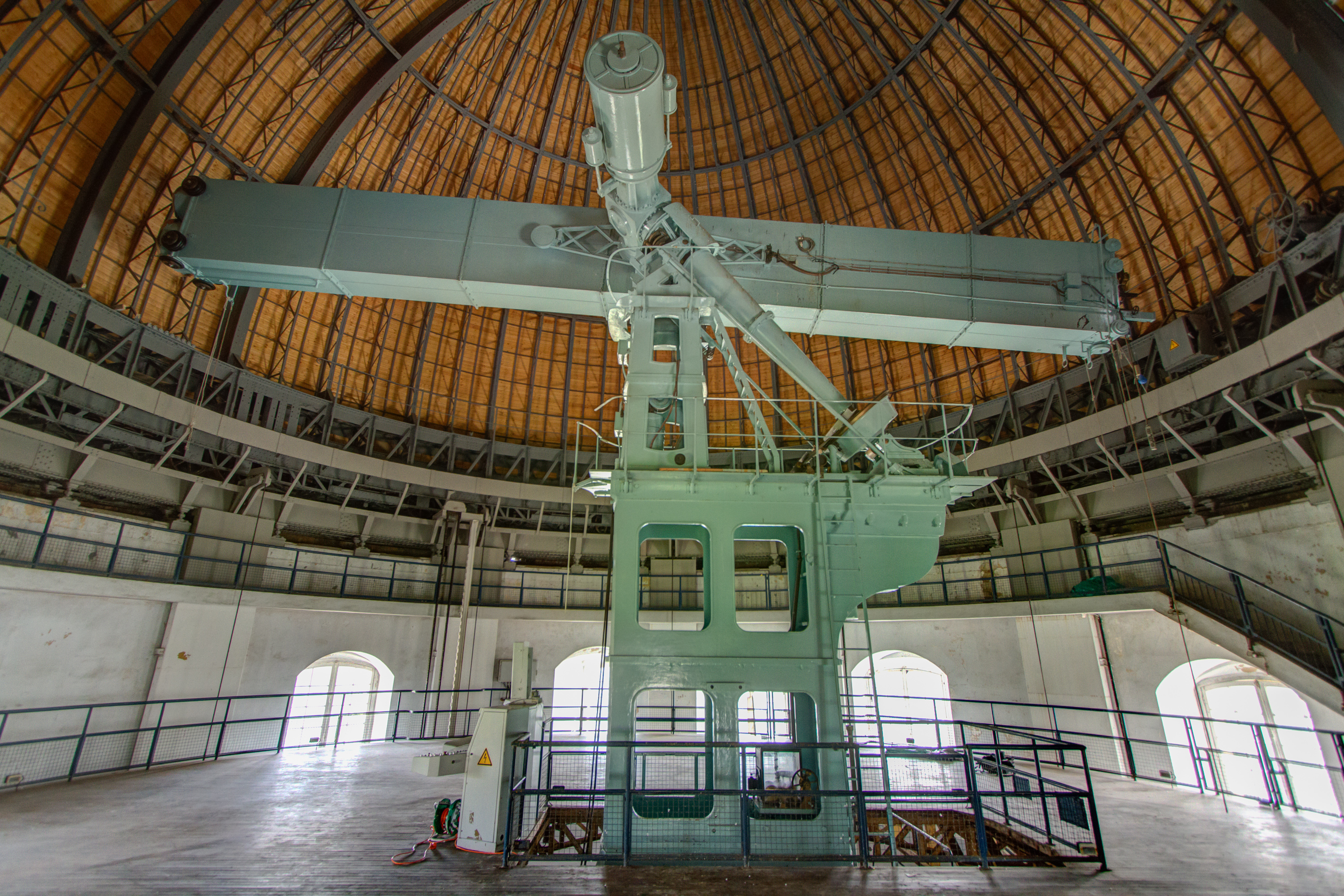
Grande Lunette del Observatorio de Meudon, telescopio diseñado y construido por los Hermanos Henry

Durante toda su vida, los hermanos Henry compartieron sus trayectorias personales y profesionales. Asistieron a los mismos centros educativos, ambos se formaron como ópticos, y ambos se trasladaron a París, donde trabajaron en el Observatorio de Meudon.
Fueron los primeros astrónomos en realizar fotografías nítidas de Júpiter y de Saturno en 1886. Así mismo, consiguieron obtener placas fotográficas del firmamento en las que apreciar objetos hasta la magnitud lumínica 13. Este hecho fue uno de los detonantes para que Ernest Mouchez (1821-1892) decidiese emprender el ambicioso proyecto de la Carte du Ciel, en el que estuvieron involucrados.
Como constructores de telescopios e instrumental para observatorios astronómicos, fabricaron los refractores del Observatorio de Niza y del Observatorio de Meudon, que por su gran calidad rivalizaban con los construidos en Estados Unidos por Alvan Clark & Sons.
Entre los dos, descubrieron un total de 14 asteroides. El Centro de Planetas Menores acreditó sus descubrimientos a "P.P. Henry" y "P.M. Henry", respectivamente.

## Eponimia
- El cráter lunar Henry Frères.
- El cráter marciano Henry.
- El asteroide (1516) Henry.

### Paul Henry
- AN 167 (1905) 223/224
- MNRAS 65 (1905) 349
- Obs 28 (1905) 110
- PASP 17 (1905) 77

### Prosper Henry
- AN 163 (1903) 381/382
- MNRAS 64 (1904) 296
- Obs 26 (1903) 396
- PASP 15 (1903) 230

- Datos: Q302840
- Multimedia: Paul and Prosper Henry / Q302840